# Mitti-Bäcken
Mitti-Bäcken är ett vattendrag i Vändåtbergets naturreservat. Det avvattnar Inner-Abborrtjärnen och myrarna på nordsidan av Mittiberget.
Mitti-Bäcken är två kilometer lång och mynnar ut i Sör-Holmsjön. Den totala fallhöjden är 42,5 meter.
Bäcken har fått sitt namn av att den rinner från Mittiberget och ner mot Mitti-Holmsjön.

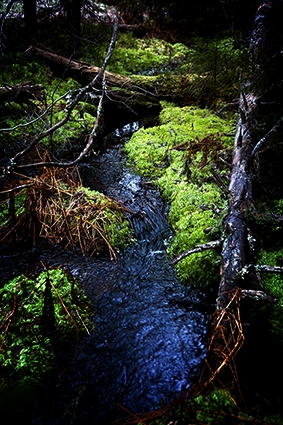
Mitti-bäckens trolska vatten.
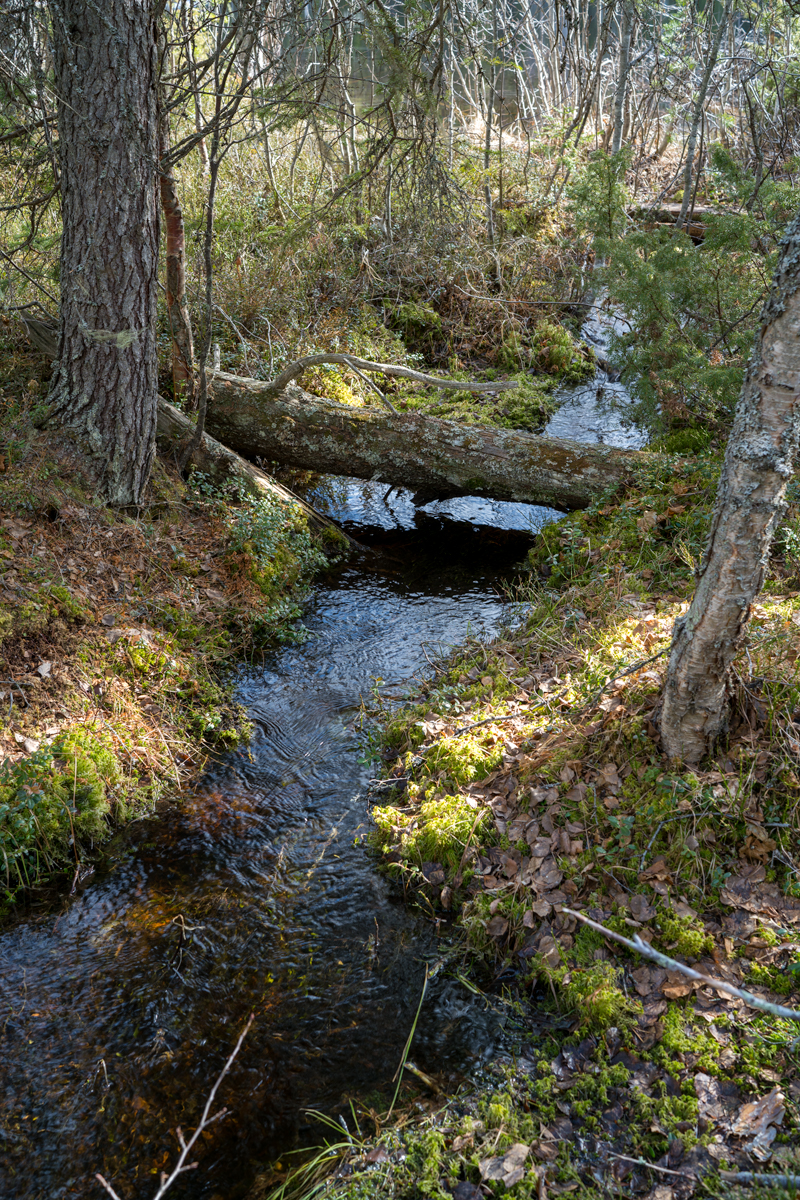
Mitti-bäcken nära utloppet från Inner-Abborrtjärnen.